# Матвеевка (Золотоношский район)
Матвеевка (укр. Матвіївка)  — село в Золотоношском районе Черкасской области, Украины.
Село Матвеевка входит в состав Дмитриевского сельского совета.

## Известные уроженцы
- Андрющенко, Яков Трофимович — Герой Советского Союза.